# Natalija Kostić
Natalija Kostić (Servisch: Наталија Костић, Niš, 25 juli 1994) is een tennisspeelster uit Servië. Zij begon op vijfjarige leeftijd met het spelen van tennis. Haar favoriete ondergrond is gras. Zij speelt rechtshandig en heeft een tweehandige backhand. Zij is actief in het internationale tennis sinds 2009. Sinds medio augustus 2021 staat zij bij de WTA ingeschreven als Natalija Stevanović.

## Loopbaan
Kostić debuteerde in 2009 op het ITF-toernooi van Prokuplje (Servië). In diezelfde plaats won zij in 2011 haar eerste titel.
In november 2022 speelde zij voor het eerst voor Servië op de Fed Cup, nadat zij in 2012 al eenmaal was genomineerd.
Kostić speelt voornamelijk op ITF-toernooien. Tot op heden(mei 2024) won zij veertien titels in het enkelspel alsmede veertien titels in het dubbelspel.
In 2018 kwalificeerde Kostić zich voor het eerst voor een WTA-hoofdtoernooi, op het toernooi van Anning. Haar beste enkelspelresultaat op de WTA-toernooien tot op heden(mei 2024) is het bereiken van de tweede ronde op het WTA-toernooi van Bogota 2023 en op het WTA-toernooi van Rouen 2024.
Op Wimbledon 2023 had Stevanović haar debuut op de grandslamtoernooien, na het succesvol doorlopen van het kwalificatietoernooi – op het hoofdtoernooi bereikte zij meteen de derde ronde, door onder meer de Tsjechische Karolína Plíšková te verslaan. Hierdoor maakte zij haar entrée tot de mondiale top 150 van het enkelspel.
Stevanović stond in oktober 2023 voor het eerst in een WTA-dubbelspelfinale, op het toernooi van Monastir, samen met de Japanse Mai Hontama – zij verloren van het Italiaanse koppel Sara Errani en Jasmine Paolini.

## Posities op deWTA-ranglijst
Positie per einde seizoen:
| jaar | rang enkelspel | rang dubbelspel |
| ---- | -------------- | --------------- |
| 2010 | 943            | –               |
| 2011 | 588            | 888             |
| 2012 | 450            | 755             |
| 2013 | 438            | 483             |
| 2014 | 575            | 415             |
| 2015 | 829            | –               |
| 2016 | 561            | 780             |
| 2017 | 470            | 413             |
| 2018 | 360            | 264             |
| 2019 | 168            | 304             |
| 2020 | 191            | 284             |
| 2021 | 291            | 315             |
| 2022 | 211            | 280             |
| 2023 | 185            | 181             |

## Resultaten grandslamtoernooien
| Legenda | Legenda                          |
| ------- | -------------------------------- |
| g.t.    | geen toernooi gehouden           |
| l.c.    | lagere categorie                 |
| –       | niet deelgenomen                 |
| G       | uitgeschakeld in de groepsfase   |
| 1R      | uitgeschakeld in de eerste ronde |
| 2R      | uitgeschakeld in de tweede ronde |
| 3R      | uitgeschakeld in de derde ronde  |
| 4R      | uitgeschakeld in de vierde ronde |
| KF      | uitgeschakeld in de kwartfinale  |
| HF      | uitgeschakeld in de halve finale |
| F       | de finale verloren               |
| W       | het toernooi gewonnen            |
| w-v     | winst/verlies-balans             |

### Enkelspel
| toernooi        | 2023 |
| --------------- | ---- |
| Australian Open | –    |
| Roland Garros   | –    |
| Wimbledon       | 3R   |
| US Open         | –    |

## Palmares
| Legenda                 |
| ----------------------- |
| Grandslamtoernooi       |
| Olympische Spelen       |
| Year-End Championships  |
| Premier Mandatory       |
| Premier Five / WTA 1000 |
| Premier / WTA 500       |
| International / WTA 250 |
| Challenger / WTA 125    |

### WTA-finaleplaatsen enkelspel
geen

### WTA-finaleplaatsen vrouwendubbelspel
| nr.              | finale     | toernooi     | ondergrond | partner     | tegenstandsters             | score            |         |
| ---------------- | ---------- | ------------ | ---------- | ----------- | --------------------------- | ---------------- | ------- |
| gewonnen finales |            |              |            |             |                             |                  |         |
| geen             |            |              |            |             |                             |                  |         |
| verloren finales |            |              |            |             |                             |                  |         |
| 1.               | 2023-10-21 | WTA Monastir | hardcourt  | Mai Hontama | Sara Errani Jasmine Paolini | 6-2, 6-7, [6-10] | details |